# Cenocrinus
Cenocrinus is een geslacht van zeelelies uit de familie Isselicrinidae.

## Soort
- Cenocrinus asterius (Linnaeus, 1767)